# Ільїнський Микола Серафимович
Мико́ла Серафи́мович Ільї́нський (27 січня 1934 р. м. Новомосковськ, Тульська область, РРФСР, СРСР — 30 червня 2022) — радянський і український кінорежисер,  сценарист, театральний педагог. Лауреат Республіканської премії ЛКСМУ ім. М. Островського (1976). Заслужений діяч мистецтв УРСР (1976). Народний артист України (2003). Кавалер ордена «За заслуги» III ступеня (2008).

## Життєпис
Народився 1934 р. у м. Новомосковську Тульської області. Закінчив Всесоюзний державний інститут кінематографії (1957, майстерня Л. Кулешова).
Працює на Київській кіностудії художніх фільмів ім. О. П. Довженка, викладає у Київському державному інституті театрального мистецтва ім. І. Карпенка-Карого.
Член Національної спілки кінематографістів України.
Батько кінорежисера та сценаристки Ільїнської Світлани Миколаївни.

## Фільмографія
- «Народжені бурею» (1957, асистент режисера)

Режисер-постановник:
- «У мертвій петлі» (1962, у співавт.)
- «Ярослав Галан» (1963)
- «Лють» (1965)
- «До світла!» (1967, новела «Панталаха»)
- «Острів Вовчий» (1969)
- «Секретар парткому» (1970, т/ф, 2 с, у співавт. з М. Літусом. Диплом і Друга премія IV Всесоюзного телефестивалю, Мінськ, 1972)
- «Зоряний цвіт» (1971)
- «Довіра» (1972, т/ф, 2 а)
- «Юркові світанки» (1975, т/ф, 4 с, Респ. премія ім. М. Островського, 1976)
- «Час — московський» (1976)
- «Рідні» (1977, т/ф, 2 с)
- «Мільйони Ферфакса» (1980)
- «Загублені в пісках» (1984)
- «Фантастична історія» (1988)
- «Ціна голови» (1991)
- «Зірка шерифа» (1991)
- «Скіф» (1992) та ін.

Сценарист:
- «Мільйони Ферфакса» (1980)
- «Загублені в пісках» (1984)
- «Фантастична історія» (1988)
- «Ціна голови» (1991)
- «Зірка шерифа» (1991)
- «Охоронець» (1991)
- «Сліди на воді» (2016, Білорусь, брав участь)